# 2010 Idol Star Athletics Championships
2010 Idol Star Athletics Championships (en hangul, 아이돌 스타 육상 선수권 대회) fue llevado a cabo en Estadio Mokdong en Seúl, Corea del Sur el 14 de septiembre de 2010 y fue transmitido por MBC del 25 al 26 de septiembre de 2010. En los campeonatos se disputaron un total de diez eventos en atletismo: cinco por hombres y cinco por mujeres. Hubo un total de ciento treinta cantantes y celebridades participantes de quince compañías, divididos en dieciséis equipos.

## Resultados

### Hombres
| Evento               | Oro                                                                           | Plata                                                                                  | Bronce                                                                               |
| -------------------- | ----------------------------------------------------------------------------- | -------------------------------------------------------------------------------------- | ------------------------------------------------------------------------------------ |
| 100 m                | Equipo L · Jo Kwon (2AM)                                                      | Equipo J · Dongjun (ZE:A)                                                              | Equipo N · Taecyeon (2PM)                                                            |
| 110 m con obstáculos | Equipo O · Minho (SHINee)                                                     | Equipo O · Eunhyuk (Super Junior)                                                      | Equipo N · Chansung (2PM)                                                            |
| 4 × 100 m            | Equipo L · Lee Hyun (8Eight) · Jinwoon (2AM) · Changmin (2AM) · Jo Kwon (2AM) | Equipo O · Eunhyuk (Super Junior) · Jonghyun (SHINee) · Jungmo (TRAX) · Minho (SHINee) | Equipo H · L (INFINITE) · Sungyeol (INFINITE) · Woohyun (INFINITE) · Hoya (INFINITE) |
| Salto de altura      | Equipo L · Lee Hyun (8Eight)                                                  | Equipo J · Minwoo (ZE:A)                                                               | Equipo F · Eli (U-KISS)                                                              |
| Javalina             | Equipo O · Shindong (Super Junior)                                            | Equipo L · Changmin (2AM)                                                              | Equipo A · Doojoon (BEAST)                                                           |

### Mujeres
| Evento               | Oro                                                                          | Plata                                                                                          | Bronce                                                                               |
| -------------------- | ---------------------------------------------------------------------------- | ---------------------------------------------------------------------------------------------- | ------------------------------------------------------------------------------------ |
| 100 m                | Equipo E · Bora (SISTAR)                                                     | Equipo J · Eunji (Nine Muses)                                                                  | Equipo E · Hyolyn (SISTAR)                                                           |
| 100 m con obstáculos | Equipo E · Bora (SISTAR)                                                     | Equipo O · Luna (f(x))                                                                         | Equipo N · Jia (miss A)                                                              |
| 4 × 100 m            | Equipo E · Hyolyn (SISTAR) · Dasom (SISTAR) · Soyou (SISTAR) · Bora (SISTAR) | Equipo J · Eunji (Nine Muses) · Baby J (Jewelry) · Binnie (Nine Muses) · Lee Saem (Nine Muses) | Equipo M · Lizzy (After School) · Dambi · Uee (After School) · Jungah (After School) |
| Salto de altura      | Equipo O · Luna (f(x))                                                       | Equipo E · Bora (SISTAR)                                                                       | Equipo M · Son Dambi                                                                 |
| Javalina             | Equipo N · Jia (miss A)                                                      | Equipo M · Bekah (After School)                                                                | Equipo L · Joo Hee (8Eight)                                                          |

## Índices de audiencia
| Episodio # | Fecha original de transmisión | TNmS Ratings    | TNmS Ratings                  | AGB Nielsen Ratings | AGB Nielsen Ratings           |
| Episodio # | Fecha original de transmisión | Escala Nacional | Área Capital Nacional de Seúl | Escala Nacional     | Área Capital Nacional de Seúl |
| ---------- | ----------------------------- | --------------- | ----------------------------- | ------------------- | ----------------------------- |
| 1          | 25 de septiembre de 2010      | 16.6%           | 17.4%                         | 15.3%               | 17.0%                         |
| 2          | 26 de septiembre de 2010      | 14.6%           | 15.3%                         | 14.2%               | 16.1%                         |